# Croxall Hall
Croxall Hall ist ein Herrenhaus im Dorf Croxall in der englischen Grafschaft Staffordshire, nahe der Grenze zu Derbyshire. Das restaurierte und erweiterte Haus aus dem 16. Jahrhundert wird von der Organisation  English Heritage als historisches Bauwerk II*. Grades eingestuft.
Die Grundherrschaft Croxall gehörte der Familie Curzon, die Ende des 16. Jahrhunderts anstelle des alten Herrenhauses ein neues bauen ließ.

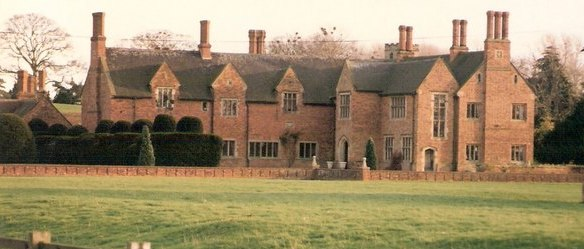
Croxall Hall

## Besitzer

### Die Familie Curzon
Croxall, damals ein Teil von Derbyshire, war eine von 140 Grundherrschaften, die Henry de Ferrers nach der normannischen Eroberung Englands 1066 erhielt.
Croxall wurde zusammen mit den Grundherrschaften von Edingale, Twyford und Kedlestone Richard de Curzon zugesprochen; Richard war der Sohn von Giraline de Courson, einem bretonischen Adligen, der bei der Eroberung Englands mitgekämpft hatte. Die Familie war ursprünglich mit der Stadt Notre-Dame-de-Courson in Frankreich verbunden.
Die Familie hielt die Grundherrschaften unter dem Earl of Derby bis 1266, als die Ländereien der Ferrers' nach der Rebellion von Robert de Ferrers gegen den König dem Herzogtum Lancaster zugeschlagen wurden. Unter dem Herzogtum hielt die Familie die Grundherrschaften bis zum Ende des 14. Jahrhunderts und dann direkt unter der Krone von England.

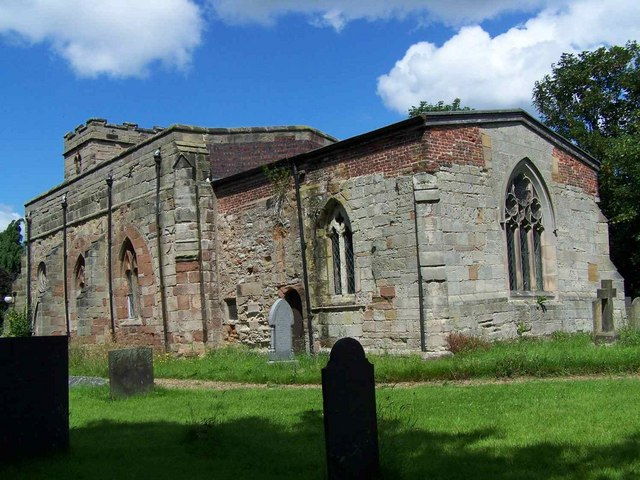
Kirche Johannes des Täufers in Croxall, anschließend an die Croxall Hall

Richard de Curzon hatte einen Sohn namens Robert, der seinerseits wieder drei Söhne hatte: Richard, Thomas und Robert. Richard erhielt Croxall, Edingale und Twyford; von ihm stammen die Curzons von Croxall ab. Thomas erbte Kedleston; von ihm stammen die Curzons von Kedleston ab. Der dritte Sohn, Robert, wurde ein bekannter Kardinal und war ein Schulkamerad und Freund von Papst Innozenz III.
Die Aufteilung der Ländereien führte zum Streit. Thomas hatte Kedleston von seinem Vater geerbt, aber seine Großmutter, Alice (früher De Somerville), wandte ein, dass sie die Grundherrschaft von ihrem Gatten geerbt hätte. Der Streit wurde dadurch gelöst, dass Alice die Grundherrschaft Croxall auf Lebenszeit erhielt, wonach sie zurück an Richard fiel.
Die Grundherrschaft Twyford wurde 1421 an John Creweker gegeben, wodurch den Curzons die beiden angrenzenden Grundherrschaften Croxall und Edingale blieben. Es ist nicht bekannt, ab wann die Familie Curzon in Croxall residierte. Es gab dort ein Haus, bevor die Familie die Grundherrschaft erhielt, aber die ersten bekannten Gräber der Curzons in der Pfarrkirche stammen aus dem 14. Jahrhundert.
In dem Herrenhaus wurde Joyce Curzon (später bekannt als Lady De Appleby und dann als Mrs Joyce Lewis), eine protestantische Märtyrerin geboren, die 1557 auf dem Marktplatz von Lichfield auf dem Scheiterhaufen verbrannt wurde. Dies war Teil der Verfolgung der Protestanten unter Königin Maria (Bloody Mary).

### Spätere Besitzer
Das Anwesen fiel nach dem Tod des letzten männlichen Curzons, Sir George Curzon, 1622 an die Familie Sackville, Earls of Dorset und später Dukes of Dorset. Georges Tochter und Erbin, Mary Curzon, brachte das Anwesen mit in ihre Ehe mit Edward Sackville, 4. Earl of Dorset.
Die Sackvilles verbrachten ab Mitte des 18. Jahrhunderts immer weniger Zeit in Croxall Hall, und es gibt Hinweise darauf, dass sie das Herrenhaus in dieser Zeit an örtliche Bauern vermietet haben.
Um 1779 verkaufte John Sackville, 3. Duke of Dorset, das Anwesen an John Prinsep, einen reichen ostindischen Kaufmann und späteren Parlamentsabgeordneten. Die Art des Verkaufs ist nicht bekannt, es gibt aber Hinweise darauf, dass Prinsep das Herrenhaus als Ergebnis einer Wette erwarb. Sein Sohn, Thomas Prinsep, 1802 High Sheriff of Derbyshire, hinterließ das 600 Hektar große Anwesen seinem Neffen Thomas Levett aus Wychnor Hall, der daraufhin seinen Namen in Thomas Levett-Prinsep änderte.
Um 1920 war die Familie Levett-Prinsep in wirtschaftliche Schwierigkeiten gekommen; sie waren gezwungen, Croxall Hall zu verkaufen, und zogen nach Devon um. Das Anwesen wurde anschließend aufgeteilt.
1930 kauften Captain Charlton und seine Gattin Edith das Haus und 40 Hektar Land dazu und nutzten es als Bauernhof.
Am 7. November 1942 starben ihr Sohn, Major Nicholas Charlton, und seine Gattin, als in dem Herrenhaus ein Brand ausbrach. Edith Charlton konnte sich vor dem Feuer zunächst retten, indem sie aus einem Fenster den Efeu hinunterkletterte, der das Gebäude bedeckte. Der Brand zerstörte den Westflügel des Herrenhauses.
1953 wurde Croxall Hall an einen örtlichen Geschäftsmann, Jim Rose aus Tamworth, verkauft. Er und seine Familie ließen nach und nach restaurieren, was von dem Herrenhaus übriggeblieben war.

## Geschichte

### Architekturgeschichte
An dieser Stelle gab es seit „sehr früher Zeit“, mindestens aber seit der normannischen Eroberung Englands, ein Haus.
Von den Herrenhäusern vor der Tudorzeit weiß man allerdings sehr wenig, nur, dass sie von Gräben umgeben waren.
Das heutige, aus Ziegeln errichtete Haus stammt aus elisabethanischer Zeit und hat, wie damals üblich, einen traditionellen Grundriss in Form eines E.
Die Familie Sackville (Dukes of Dorset) haben das Haus als Familienresidenz im 19. Jahrhundert aufgegeben und seit dieser Zeit begann es, zu verfallen. Später wurde es an die Familie Levett-Prinsep verkauft, aber der Verfall schritt weiter fort und ab 1868 diente es als Bauernhaus. Im selben Jahr wurde das Anwesen durch einen Brand beschädigt, aber in den darauf folgenden vier Jahren ließen die Levett-Prinseps das Haus restaurieren und erweitern, womit sie den Architekten Joseph Potter aus Lichfield beauftragten.
Die Birmingham and Derby Junction Railway führt in weniger als einer Meile Abstand an dem Herrenhaus vorbei. Früher hatte das Haus eine eigene Bahnstation, Croxall Railway Station, die 1928 geschlossen wurde.
1942 wurde Croxall Hall erneut durch einen Brand beschädigt. Das Feuer tötete den Sohn des Eigentümers und dessen Gattin. Es zerstörte den Westflügel des Hauses, einschließlich der Bibliothek und der Großen Galerie. Da sich das Land zu dieser Zeit im Krieg befand, war eine Restaurierung nicht möglich und der Flügel wurde abgerissen.
Nach dem Verkauf des Hauses 1953 an die Familie Rose wurden die Reste von Croxall Hall nach und nach restauriert.

### Berühmte Besucher
Maria Stuart soll während ihres Gefängnisaufenthaltes in verschiedenen Land- und Herrenhäusern in Derbyshire eine Nacht in Croxall Hall verbracht haben.
Königin Henrietta Maria, Gattin von König Karl I., weilte in dem Herrenhaus in einem der Schlafzimmer in dem Gebäudeflügel, der nach dem Brand 1942 abgerissen wurde.